# Nika Futterman
Nika Alordayne Futterman es una actriz de voz estadounidense, conocida por interpreta a múltiples personajes de voz en off, incluidos Asajj Ventress en Star Wars: The Clone Wars y Luna Loud en The Loud House.

## Carrera
Entre sus primeros papeles como actriz profesional se encuentran apariciones en episodios individuales en Chicago Hope y Murphy Brown.

### Actuación de voz
Futterman ha proporcionado su voz en muchas serie animadas, incluyendo papeles recurrentes en aventuras animadas y serie de superhéroes como G.I. Joe: Renegades, Batman: The Brave and the Bold y The Avengers: Earth's Mightiest Heroes.
Futterman es la voz de Asajj Ventress en la película animada de 2008 Star Wars: The Clone Wars y su serie de televisión posterior, así como en varios videojuegos relacionados. Ha proporcionado la voz de Sy Snootles entre otros personajes. Asistió a su primer fin de semana de Star Wars el último fin de semana en junio de 2012. Estuvo en el programa Behind the Force junto con los miembros del elenco Ashley Eckstein y James Arnold Taylor con el director supervisor Dave Filoni. Futterman también dar voz a Sticks the Badger en la serie de televisión Sonic Boom y sus videojuegos relacionados Sonic Boom: Shattered Crystal y Sonic Boom: Rise of Lyric.

### Carrera de cantante
Futterman interpretó la voz de "Give it to me, baby" en el exitoso sencillo de The Offspring "Pretty Fly (for a White Guy)" y tuvo un cameo en los coros para una interpretación de Wham! "Careless Whisper" de un episodio de Kids Incorporated. Algunos personajes animados de Futterman también cantan canciones dentro de la banda sonora de programa. Ella cantar el tema principal de My Gym Partner's a Monkey mientras Adam Lyon, Sandy de Bubble Guppies cantó una canción sobre el agua de coco varias veces en el episodio que apareció, ¡Kip Ling de ¡Histeria! por lo general, solo aparece en las canciones de programa, el segundo personaje principal de Fanboy & Chum Chum canta muchas veces (Futterman también suele estar acompañada en la voz principal durante las canciones de FB & CC por David Hornsby, quien dar voz a Fanboy), Stretch y Squeeze de Handy Manny canta dos canciones "We Work Together" y "Hop Up, Jump In" junto a las otras herramientas, y Luna Loud de The Loud House es música y canta con frecuencia. Futterman también es la voz de Catwoman en la canción "Birds of Prey" en el episodio de Batman: The Brave and the Bold, "The Mask of Matches Malone", quienes dar la voz a Canario Negro y Cazadora respectivamente.

## Filmografía

### Series animadas
- Adventure Time - Gridface Princess, Voces adicionales
- American Dad! - Voces adicionales
- Archer - Sia
- Avatar: la leyenda de Aang - Smellerbee
- Los Vengadores unidos - Gamora
- The Avengers: Earth's Mightiest Heroes - Sif, Hela
- Back at the Barnyard - Stamps
- Batman: The Brave and the Bold - Catwoman, Lashina
- Blaze and the Monster Machines - Paulina, Crab 3
- Bubble Guppies - Sandy
- Bob y Margaret - Voces adicionales
- Los Casagrande - Alexis Flores (Temporada 1), Luna Loud
- CatDog - Lola Caricola
- Zona Tiza - Veronica Sanchez
- Chowder - Voces adicionales
- Clarence - Sammy, Voces adicionales
- The Cleveland Show - Voces adicionales
- Costume Quest - Kimberly Butterwear
- Danger Rangers - Cancun Reporter, Raccoon Kid #1
- DC Super Hero Girls - Hawkgirl
- El laboratorio de Dexter - Voces adicionales
- Doctora Juguetes - Rosie the Rescuer
- El Tigre: las aventuras de Manny Rivera - Voces adicionales
- The Family Chronicles Time - Runa
- Fanboy & Chum Chum - Chum Chum, Voces adicionales
- Futurama - Voces adicionales
- Guardianes de la Galaxia - Angela
- Generator Rex - Voces adicionales
- G.I. Joe: Renegades - Lady Jaye, Female Reporter, Sheriff's Clerk
- The Grim Adventures of Billy & Mandy - Dora
- Hanazuki: Full of Treasures - Flochis
- Handy Manny - Stretch, Squeeze & Gabriela (Temporada 1)[4]
- Hardboiled Eggheads - Pilar Escobar
- Harvey Birdman, Attorney at Law - Debbie, Newscaster 1
- ¡Oye, Arnold! - Olga Pataki
- ¡Histeria! - Kip Ling, Voces adicionales
- Hulk y los agentes de S.M.A.S.H. - Gamora, Lilandra
- If You Give a Mouse a Cookie - Bright Shirt Girl
- Es Pony - Candle Lady, Woman, Old Woman
- Jake y los piratas del país de Nunca Jamás - Voces adicionales
- Jakers! The Adventures of Piggley Winks - Seamus, Sean
- Johnny Bravo - Voces adicionales
- Kick Buttowski: Suburban Daredevil - Voces adicionales
- Kim Possible - Zita Flores[5]
- Kung Fu Panda: la leyenda de Po - Voces adicionales
- The Land Before Time - Ruby's Mother, Ali
- La leyenda de Korra - Ahnah
- La guardia del león - Zira
- Lost in Oz - West, Triplet #1, Triplet #2, Triplet #3
- The Loud House - Luna Loud, Boris, Mrs. Salter, Voces adicionales
- Maya & Miguel - Miguel Santos
- The Mighty B! - Voces adicionales
- Mike, Lu y Og - Mike Mazinsky
- Miles from Tomorrowland - Voces adicionales
- La casa de Mickey Mouse - Singing Lock
- Mickey Mouse Funhouse - Cuckoo-Loca
- Mickey Mouse Mixed-Up Adventures - Cuckoo-Loca, Mrs. Thunderboom, Cuckoo La-La, Voces adicionales
- Minnie's Bow-Toons - Cuckoo-Loca
- My Gym Partner's a Monkey - Adam Lyon, Ms. Chameleon, Margaret Rhino, Donna Dorsal, Voces adicionales
- El nuevo show del Pájaro Loco - Splinter
- NFL Rush Zone - Ash Reynolds (Temporadas 2–3)
- Paranormal Action Squad - PAD
- Los pingüinos de Madagascar - Automated Female Voice, Female Ad Executive, Voces adicionales
- Cerdo Cabra Banana Grillo - Junior Ranger, Fan on Bus
- Pound Puppies - Voces adicionales
- The Powerpuff Girls - Voces adicionales
- The Problem Solverz - Stratch
- Random! Cartoons - Lulu, Cathy
- Randy Cunningham: Ninja Total - Voces adicionales
- Regular Show - Voces adicionales
- Rugrats - Voces adicionales
- Flash y los Ronks - Mila (piloto)
- Sanjay y Craig - Belle Pepper, Voces adicionales
- Scooby-Doo! misterios S.A. - Voces adicionales
- Los 7E - Voces adicionales
- Shimmer & Shine - Dalia
- Los Simpson - Voces adicionales
- Sofia the First - Fortune Teller
- Sonic Boom - Sticks[2]
- Squirrel Boy - Wanda Finkster
- Star vs. the Forces of Evil - Voces adicionales
- Star Wars: The Clone Wars - Asajj Ventress, Banda Max Rebo, TC-70, Shaeeah, Dono, Gardulla the Hutt
- Star Wars: The Bad Batch - Fauja, Shaeeah
- Star Wars Rebels - Presence

### Películas animadas
| Año  | Título                                                | Personaje                             | Notas |
| ---- | ----------------------------------------------------- | ------------------------------------- | ----- |
| 1998 | The Wacky Adventures of Ronald McDonald               | Fry Kid #3                            |       |
| 2003 | Charlotte's Web 2: Wilbur's Great Adventure           | Baby Rats                             |       |
| 2005 | The Land Before Time XI: Invasion of the Tinysauruses | Rocky                                 |       |
| 2006 | The Land Before Time XII: Great Day of the Flyers     | Hermanos y Hermanas de Petrie, Tricia |       |
| 2008 | Dragonlance: el retorno de los dragones               | Takhisis, Slave #3                    |       |
| 2008 | Dead Space: Perdición                                 | Alissa Vincent                        | [ 6 ] |
| 2013 | Scooby-Doo y la máscara de Fabulman                   | Jennifer Severin                      |       |
| 2016 | DC Super Hero Girls: Super Hero High                  | Hawkgirl                              |       |
| 2016 | DC Super Hero Girls: Hero of the Year                 | Hawkgirl                              |       |
| 2016 | Recuerdos del ayer                                    | Granny                                |       |
| 2017 | DC Super Hero Girls: Intergalactic Games              | Hawkgirl                              |       |
| 2017 | Hey Arnold!: The Jungle Movie                         | Olga Pataki                           | [ 7 ] |
| 2018 | Scooby-Doo! & Batman: The Brave and the Bold          | Catwoman                              |       |
| 2021 | The Loud House: la película                           | Luna Loud                             | [ 8 ] |
| 2021 | Mickey's Tale of Two Witches                          | Cuckoo Loca, Spooky-Loca              | [ 9 ] |
| 2021 | El Deseo de Navidad de Mickey y Minnie                | Cuckoo Loca                           |       |

Peliculas animadas de cine
- Alpha and Omega - Puercoespines
- The Ant Bully - Ant #1, Ant #7
- Barnyard - Voces adicionales
- The Boxtrolls - Oil Can, Knickers
- La escuela del terror de Casper - Monaco
- Delgo - Elder Jaspin
- Fall Down a School - Ana Julia, Yasmin
- Geppetto's Secret - Magic Wood, Pinocho
- The Loud House: Slice of Life - Luna Loud
- The Marvel Experience - Madame Hydra / Viper
- Open Season - Rosie
- Open Season 2 - Rosie
- Open Season 3 - Rosie
- Rango - Akiano
- Star Wars: The Clone Wars - TC-70, Asajj Ventress
- The Wild - Dung Beetle #1

### Series Live-action
- A Stranger Among Us -Narrador (voz)
- Calls - 911 LA
- Chicago Hope - Nikki Hodge
- Diagnosis: Murder - Ragna Clark
- The Huntress - Olivia
- Murphy Brown - Laura
- Shasta McNasty - Photographer
- Shushybye - Dreamsters PJ, Starbright, Snore (voces)
- The Wayans Bros. - Assistant

### Videojuegos
- Army Men: Air Attack 2 - Bombshell
- Army Men: Sarge's Heroes 2 - Bridgette Bleu
- Blue Dragon - Marumaro, Kelaso Village Old Woman
- Blur - Narrador
- Brütal Legend - Mombat, Daughterbat
- Castle of Illusion - Mizrabel
- Crimson Skies: High Road to Revenge - Maria "Bloody Mary" Sanchez, Matilda, Multiplayer Voice
- Destiny - Eva Levante, Roni 55–30, Kadi 55–30, City Vendor Frame, City P.A.[10]
- Destroy All Humans! - Silhouette
- Disney Infinity 3.0 - Gamora
- Doom Eternal - Khan Maykr
- Evil Dead: Regeneration - Sally Bowline
- Evolve - Sunny
- Fast & Furious: Showdown - Letty Ortiz
- Final Fantasy XIII - Voces adicionales
- For Honor - Runa
- God of War - Voces adicionales
- God of War: Ascension - Megera
- Grand Theft Auto: San Andreas - Pedestrian
- Guild Wars: Factions - Vizu
- Guild Wars 2 - Aurene
- Halo 3 - Marines
- Halo 3: ODST - Marines
- Halo Wars 2 - Alice-130[11]
- Heroes of the Storm - Zagara
- Everybody's Golf 4 - Kayla
- Infamous 2 - Nix
- Parque Jurásico: El videojuego - Nima Cruz
- Justice League Heroes - Killer Frost
- Kid Icarus: Uprising - Pandora
- Kinect Star Wars - Shu Mai